# 清华大学校长列表
清华大学最初由清政府学部和外务部直管，中华民国成立后设立董事会并实行校长领导制度。中华人民共和国成立后，清华大学增设中共党委书记并设立校务委员会，实行党委领导下的校长负责制。

## 领导体制
- 1911年4月-1917年9月，监督/校长总理一切行政。
- 1917年9月-1929年6月，逐步推行董事会领导制度。
- 1929年6月-1937年7月，校长领导制。
- 1937年10月-1946年7月，西南联大时期，常务委员会领导制。1938年12月后，清华校长梅贻琦一直担任常务委员会主席。
- 1946年8月-1948年12月，恢复校长领导制。
- 1948年12月-1952年9月，由校务委员会主持校务工作制。
- 1952年10月-1956年5月，校长负责制。
- 1956年5月-1966年6月，先后实行党委领导下的校长负责制、党委领导下校务委员会负责制、党委领导下以校长为首的校务委员会负责制。
- 1966年6月-1966年8月，党委及各级干部被工作组“打倒”，工作组代行党委职权。
- 1966年8月-1968年7月，最初校文革临时筹委会主持校务，9月改为校文革代表大会临时主席团，不久后，清华大学红卫兵井冈山兵团掌握學校大部分領導權。
- 1968年7月-1969年1月，首都工人、解放军毛泽东思想宣传队（工宣队）接管领导权。
- 1969年1月-1976年10月，清华大学革命委员会成立并接管学校工作，但基本为工宣队成员。1972年1月，工宣队组织成立清华大学党委会，与革委会共同掌权。1976年10月，工宣队主要头目被开除党籍、公职并公审，中共北京市委派联络组进校，委任党委会、革委会成员。
- 1978年6月-1988年9月，取消革委会，实行党委领导下的校长分工负责制，向校长负责制过渡。
- 1988年9月-，校长负责制[1]。

## 历任负责人
| 校名                                   | 负责人姓名  | 照片                  | 职务 | 任期                                              |
| -------------------------------------- | ----------- | --------------------- | --- | ------------------------------------------------- |
| 清华学堂 1911年2月 - 1912年10月        | 周自齐      |                       | 监督 | 1911年2月 - 1912年4月                             |
| 清华学堂 1911年2月 - 1912年10月        | 唐国安      |                       | 监督 | 1912年4月 - 1912年10月                            |
| 清华学校 1912年10月- 1928年8月         | 唐国安      | 校长                  | 1912年10月 - 1913年8月 |                                                   |
| 清华学校 1912年10月- 1928年8月         | 赵国材      |                       | 代理校长 | 1913年8月 - 1913年10月                            |
| 清华学校 1912年10月- 1928年8月         | 周诒春      |                       | 校长 | 1913年8月26日 - 1918年1月 1913年10月到任          |
| 清华学校 1912年10月- 1928年8月         | 赵国材 二次 |                       | 代理校长 | 1918年1月 - 1918年7月                             |
| 清华学校 1912年10月- 1928年8月         | 范源濂 二次 |                       | 校长(未到任) | 1918年1月任命 美国驻华公使拒绝                    |
| 清华学校 1912年10月- 1928年8月         | 张煜全      |                       | 校长 | 1918年4月 - 1920年1月30日                         |
| 清华学校 1912年10月- 1928年8月         | 罗忠诒      |                       | 校长(未到任) | 1920年1月30日任命 学生拒绝，未上任                |
| 清华学校 1912年10月- 1928年8月         | 严鹤龄      |                       | 代理校长 | 1920年2月18日 - 1920年8月                         |
| 清华学校 1912年10月- 1928年8月         | 金邦正      |                       | 校长 | 1920年8月 - 1922年4月 1921年10月离校              |
| 清华学校 1912年10月- 1928年8月         | 王文顯      |                       | 代理校长 | 1921年10月 - 1922年4月                            |
| 清华学校 1912年10月- 1928年8月         | 曹云祥      |                       | 代理校长 | 1922年4月 - 1924年5月                             |
| 清华学校 1912年10月- 1928年8月         | 曹云祥      | 校长                  | 1924年5月 - 1928年1月 |                                                   |
| 清华学校 1912年10月- 1928年8月         | 严鹤龄 二次 |                       | 代理校长 | 1928年1月 - 1928年4月                             |
| 清华学校 1912年10月- 1928年8月         | 温应星      |                       | 校长 | 1928年4月 - 1928年6月                             |
| 清华学校 1912年10月- 1928年8月         | 余日宣      |                       | 代理校长 | 1928年6月                                         |
| 清华学校 1912年10月- 1928年8月         | 梅贻琦      |                       | 校务代理 | 1928年6月 - 1928年9月                             |
| 国立清华大学 1928年8月 - 1937年7月     | 罗家伦      |                       | 校长 | 1928年8月 - 1930年5月                             |
| 国立清华大学 1928年8月 - 1937年7月     | 冯友兰      |                       | 校务会议代理主席 | 1930年5月 - 1931年4月                             |
| 国立清华大学 1928年8月 - 1937年7月     | 乔万选      |                       | 校长(未到任) | 1930年6月任命 阎锡山任命，师生拒绝                |
| 国立清华大学 1928年8月 - 1937年7月     | 吴南轩      |                       | 校长 | 1931年4月 - 1931年10月 5月被师生驱逐，7月离平     |
| 国立清华大学 1928年8月 - 1937年7月     | 翁文灏      |                       | 校务代理 | 1931年7月 - 1931年9月                             |
| 国立清华大学 1928年8月 - 1937年7月     | 叶企孙      |                       | 校务代理 | 1931年9月 - 1931年12月                            |
| 国立清华大学 1928年8月 - 1937年7月     | 梅贻琦 二次 |                       | 校长 | 1931年10月 - 1937年7月                            |
| 国立长沙临时大学 1937年8月 - 1938年2月 | 梅贻琦 二次 | 常务委员 清华校长     | 1937年8月 - 1938年2月 |                                                   |
| 国立西南联合大学 1938年3月 - 1946年7月 | 梅贻琦 二次 | 常委会主席 清华校长   | 1938年5月 - 1946年7月 |                                                   |
| 国立清华大学 1946年8月 - 1948年12月    | 梅贻琦 二次 | 校长                  | 1946年8月 - 1948年12月 12月14日离校，21日离平 |                                                   |
| 清华大学 1949年1月 -                   | 冯友兰      |                       | 校务委员会临时主席 | 1948年12月 - 1949年5月                            |
| 清华大学 1949年1月 -                   | 叶企孙      |                       | 校务委员会主席 | 1949年5月 - 1952年6月                             |
| 清华大学 1949年1月 -                   | 彭珮云      |                       | 党总支书记 | 1949年3月 - 1950年3月                             |
| 清华大学 1949年1月 -                   | 何东昌      |                       | 党总支书记 | 1950年3月 - 1951年2月                             |
| 清华大学 1949年1月 -                   | 何东昌      | 党委书记              | 1951年2月 - 1953年9月 |                                                   |
| 清华大学 1949年1月 -                   | 刘仙洲      |                       | 院系调整筹委会主任委员 | 1952年6月 - 1952年10月                            |
| 清华大学 1949年1月 -                   | 袁永熙      |                       | 党委第一书记 | 1953年9月 - 1956年5月                             |
| 清华大学 1949年1月 -                   | 蒋南翔      |                       | 校长 | 1952年12月 - 1966年6月 被工作组“打倒”             |
| 清华大学 1949年1月 -                   | 蒋南翔      | 党委书记              | 1956年5月 - 1966年6月 |                                                   |
| 清华大学 1949年1月 -                   |             |                       | 文化大革命工作组 （周赤萍为负责人） | 1966年6月9日－6月13日                             |
| 清华大学 1949年1月 -                   |             |                       | 文化大革命工作组 （叶林为组长，代行学校党委职权） | 1966年6月13日 - 7月29日                           |
| 清华大学 1949年1月 -                   |             |                       | 清华大学文化革命代表大会临时筹备委员会（1966年7月29日成立） 清华大学红卫兵临时总部（1966年8月19日成立） 清华大学红卫兵总部临时主席团（1966年9月16日成立）    | 1966年7月29日 - 9月底 主要领导人员为贺鹏飞等      |
| 清华大学 1949年1月 -                   |             |                       | 清华大学井冈山兵团（1966年12月19日成立；12月21日总部成立） 清华大学井冈山兵团四一四总部（1967年4月14日成立） 清华大学井冈山兵团联合总部（1967年11月8日成立） | 1966年12月 - 1968年8月16日 主要领导人员为蒯大富等 |
| 清华大学 1949年1月 -                   |             |                       | 清华大学革命委员会筹备小组（1967年4月30日成立） | 1967年4月30日 - ？                                |
| 清华大学 1949年1月 -                   |             |                       | 首都工人、中国人民解放军毛泽东思想宣传队 （张荣温为总指挥）                                                                                                  | 1968年7月27日 - 1972年1月                         |
| 清华大学 1949年1月 -                   | 张荣温      |                       | 清华大学革命委员会主任 | 1969年1月25日 - 1972年1月                         |
| 清华大学 1949年1月 -                   | 杨德中      |                       | 党委书记 | 1970年1月10日 - 1972年1月                         |
| 清华大学 1949年1月 -                   | 迟群        |                       | 清华大学革命委员会主任 | 1972年1月 - 1976年10月 中共中央政治局隔离审查     |
| 清华大学 1949年1月 -                   | 迟群        | 党委书记              | 1972年1月 - 1976年10月 |                                                   |
| 清华大学 1949年1月 -                   | 刘达        |                       | 清华大学革命委员会主任 | 1977年4月 - 1978年6月                             |
| 清华大学 1949年1月 -                   | 刘达        | 党委书记              | 1977年4月 - 1982年7月 |                                                   |
| 清华大学 1949年1月 -                   | 刘达        | 校长 卸任后任名誉校长 | 1978年6月 - 1983年5月 |                                                   |
| 清华大学 1949年1月 -                   | 高景德      |                       | 校长 | 1983年5月 - 1988年10月                            |
| 清华大学 1949年1月 -                   | 林克        |                       | 党委书记 | 1982年7月 - 1984年2月                             |
| 清华大学 1949年1月 -                   | 李传信      |                       | 党委书记 | 1984年2月 - 1988年9月                             |
| 清华大学 1949年1月 -                   | 张孝文      |                       | 校长 | 1988年10月 - 1994年1月                            |
| 清华大学 1949年1月 -                   | 方惠坚      |                       | 党委书记 | 1988年9月 - 1995年9月                             |
| 清华大学 1949年1月 -                   | 王大中      |                       | 校长 | 1994年1月 - 2003年4月                             |
| 清华大学 1949年1月 -                   | 贺美英      |                       | 党委书记 | 1995年9月 - 2002年2月                             |
| 清华大学 1949年1月 -                   | 顾秉林      |                       | 校长 | 2003年4月 - 2012年2月                             |
| 清华大学 1949年1月 -                   | 陈希        |                       | 党委书记 | 2002年2月 - 2008年12月                            |
| 清华大学 1949年1月 -                   | 胡和平      |                       | 党委书记 | 2008年12月 - 2013年11月                           |
| 清华大学 1949年1月 -                   | 陈吉宁      |                       | 校长 | 2012年2月 - 2015年3月                             |
| 清华大学 1949年1月 -                   | 陈旭        |                       | 党委书记 | 2013年12月 - 2022年2月                            |
| 清华大学 1949年1月 -                   | 邱勇        |                       | 校长 | 2015年3月 - 2022年2月                             |
| 清华大学 1949年1月 -                   | 邱勇        | 党委书记              | 2022年2月 - |                                                   |
| 清华大学 1949年1月 -                   | 王希勤      |                       | 校长 | 2022年2月 - 2023年12月                            |
| 清华大学 1949年1月 -                   | 李路明      |                       | 校长 | 2023年12月 -                                      |